# Джузеппе Унгаретті
Джузе́ппе Унґаре́тті (італ. Giuseppe Ungaretti; нар. 10 лютого, 1888, Александрія, Єгипет — пом. 2 червня, 1970, Мілан, Італія) — італійський поет, перекладач, журналіст, есеїст, критик, представник герметичної школи поезії.

## Життєпис
Народився в Александрії в Єгипті у бідній тосканській емігрантській родині. У 1912 році приїздить у Париж і вступає до Сорбоннського університету.
У 1936 році залишив Італію та переїхав до Бразилії, де кілька років викладав курс італійської літератури в університеті міста Сан-Паула. В Італію повернувся у 1943 році.

## Твори
- Il porto sepolto (Похований порт, 1916)
- La guerra (Війна, 1919)
- Allegria di naufragi (Радість кораблетрощ, 1919)[6]
- L'allegria (Радість, 1931)
- Sentimento del tempo (Почуття часу, 1933)
- Traduzioni (Переклади, 1936)
- Poesie disperse (Розкидані вірші, 1945)
- Il dolore (Біль, 1947)
- La terra promessa (Обіцяна земля, 1950)
- Un grido e paesaggi (Крик і пейзажі, 1952)
- Il taccuino del vecchio (Щоденник старого чоловіка, 1960)
- Vita di un uomo (Життя людини, 1969)

## Українські переклади
Поезії Унґаретті українською перекладали Микола Лукаш, Василь Стус, Оксана Пахльовська, Юрій Педан.